# IC 339
IC 339 је појединачна звијезда у сазвјежђу Еридан која се налази на листи објеката дубоког неба у Индекс каталогу.
Деклинација објекта је - 18° 23' 51" а ректасцензија 3h 38m 1,9s. IC 339 је још познат и под ознакама ESO 548-*55.